# Kloster Welver
Das Kloster Welver war eine Zisterzienserinnenabtei in Welver bei Soest. Gegründet wurde es um 1240. Es bestand bis zur Säkularisation im Jahr 1809. Die alte Klosterkirche St. Albanus und Cyriakus ist heute evangelische Pfarrkirche. Die um 1700 errichtete neue Klosterkirche St. Bernhard ist heute katholische Pfarrkirche.

## Gründungszeit

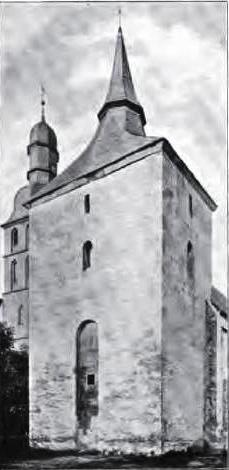
Turm der ehemaligen romanischen Klosterkirche und späteren evangelischen Pfarrkirche von Welver, im Hintergrund die neuere barocke Klosterkirche (Zustand 1905)

Walter Vogt von Soest, Inhaber der Stadtvogtei von Soest und Stiftsvogt von St. Patrokli, und seine Frau Sophia verkauften mit Zustimmung ihrer Erben dem Kloster Marienborn einen Teil ihres Grundbesitzes in Welver, Klotingen und Scheidingen. Außerdem verzichtete das Paar auf das Patronatsrecht an der Kirche in Welver. Sie schufen damit die materielle Grundlage für ein neues Kloster, waren aber nicht Stifter im eigentlichen Sinn. Dies kam im Nekrolog des Klosters zum Ausdruck, in dem Walter nicht als fundator, sondern nur als Wohltäter bezeichnet wurde. Angaben aus dem 16. Jahrhundert, dass bereits die Edelherren von Welver das Kloster gegründet hätten, entbehren jeder urkundlichen Grundlage. Diese Überlieferung geht zurück auf eine Notiz in den klostereigenen memorabilia aus dem Jahr 1291, wonach die Gründung angeblich im Jahr 1238 erfolgt sein soll. Möglicherweise sollte der Konvent von Marienborn selbst nach Welver umziehen; er entschied sich aber zum Wechsel nach Coesfeld. In Welver entstand stattdessen ein Tochterkloster, dessen erste Bewohnerinnen aus Marienborn stammten. Die Gründungsurkunde ist aus dem Jahr 1240. Zwei Jahre später bestätigte der Kölner Erzbischof Konrad von Hochstaden die Stiftung und nahm sie in seinen persönlichen Schutz.
Anfangs wurden beide Klöster von der Äbtissin Mechtildis von Marienborn in Personalunion geleitet, ehe beide Häuser eigenständig wurden. Nach Einwirken des Kölner Erzbischofs Konrad von Hochstaden wurde das neue Kloster 1244 vom Generalkapitel in den Orden der Zisterzienser aufgenommen. Unterstellt wurde es dem Kloster Kamp. Nähere Beziehungen zu diesem Vaterkloster bestanden aber vermutlich nicht. Der dortige Abt hatte aber die letzte Entscheidung über alle weltlichen und geistlichen Angelegenheiten, etwa bei den Wahlen der Äbtissin und Priorin. 
Von 1251 bis 1257 fand eine rege Bautätigkeit statt. Die Gelder dazu stammten unter anderem aus verschiedenen Ablässen. Steinerne Klostergebäude wurden um 1261 unter der dritten Äbtissin Adelheid errichtet. Im selben Jahr wurde auch die Kirche fertiggestellt.

## Wirtschaftliche Basis
Die wirtschaftliche Basis des Klosters war bedeutend. Durch Schenkungen insbesondere durch die Familien der in das Kloster eintretenden Nonnen nahm der Besitz insbesondere in den ersten beiden Jahrhunderten nach der Gründung stark zu. Bedeutenden Besitz hatte der Konvent in dem Gebiet südlich der Ahse zwischen Werl und Soest, insbesondere in den Kirchspielen Schwefe, Dinker und Welver. Im 17. Jahrhundert umfasste der Besitz 51 Höfe der Umgebung. Von Bedeutung für den Wohlstand war auch, dass das Kloster zwischen 1240 und 1320 sechs Mühlen in den umgebenden Dörfern errichten ließ.

## Konvent
Der Wohlstand ermöglichte um 1300 einen Konvent von 50 Nonnen. Die meisten von ihnen waren wahrscheinlich Töchter von Ministerialen und von Bürgern aus Soest und Dortmund. Mitglieder aus dem höheren Adel gab es nicht. An der Spitze stand die Äbtissin. Hinzu kamen eine Priorin und weitere Klosterämter. Der Klosterbesitz war vermutlich seit etwa 1280 in einzelne Präbenden aufgeteilt. Darüber hinaus besaßen die Nonnen zusätzliche persönliche Einkünfte, die erst nach ihrem Tod an das Kloster fielen.

## Weltliche Beziehungen
Ein Grund für den raschen Aufschwung mag darin gelegen zu haben, dass die Zisterze sowohl von den Erzbischöfen von Köln als auch von den Grafen von Arnsberg und der Mark gefördert wurden, ohne sich in deren Machtkämpfe verwickeln zu lassen. Anfangs hatten die Edelherren von Rüdenberg, die in der Gegend Lehen besaßen, die Vogteirechte über das Kloster inne. Nachdem die Familie unter anderem durch Erbteilungen ihre starke Stellung eingebüßt hatte, verkaufte sie 1295 dem Kloster die Vogtei. Der Erzbischof von Köln Wigbold von Holte bedrohte um 1300 alle diejenigen, die sich am Klosterbesitz vergingen, mit der Exkommunikation.

## Krise im Spätmittelalter
Während der Soester Fehde von 1444 bis 1449 wurde das Kloster durch Kontributionen und andere Abgaben schwer belastet. Im Spätmittelalter ließen die klösterliche Zucht und der Wohlstand nach. In der zweiten Hälfte des 15. Jahrhunderts kam es zu zwei Reformanläufen, die zu einer inneren Erneuerung führten. Die Reform von 1493 wurde gegen den Willen den Konvents durchgeführt. Daraufhin verließ ein Großteil der Nonnen das Kloster. Aus dem Kloster Benninghausen wurde eine neue Äbtissin eingesetzt, und die Mitglieder des neuen Konvents stammten aus Benninghausen und Himmelpforten.

## Zeit der Reformation
Die Lage für das Kloster Welver wurde durch die Einführung der Reformation in der Soester Börde im Jahr 1533 problematisch. Die Äbtissinnen Gertrud von Hoyte und Margaretha von Fürstenberg und der Konvent widersetzen sich den Reformationsbestrebungen. Es folgte ein hundert Jahre andauernder Streit zwischen Konvent und Magistrat von Soest. Dabei verschob sich die Lage je nach politischer Situation mehrfach zu Gunsten oder Ungunsten der katholischen Nonnen.
Die Nonnen hielten trotz des Soester Drucks am alten Glauben fest. Allerdings mussten sie neben dem katholischen Pfarrer einen Vizekurator anstellen, der dort evangelische Gottesdienste abhielt. Die Nonnen selbst konnten nur auf der Nonnenempore katholische Gottesdienste abhalten. Das Vermögen der Kirche fiel 1649 der evangelischen Kirche zu.
Durch den Truchsessischen Krieg, den Spanisch-niederländischen Krieg seit 1568 und den Dreißigjährigen Krieg wurde das Kloster wirtschaftlich stark geschwächt. Der Konvent sah sich mehrfach gezwungen, sich Geld zu leihen und einen Teil des Besitzes zu verpfänden.

## Wiederaufschwung im 17./18. Jahrhundert

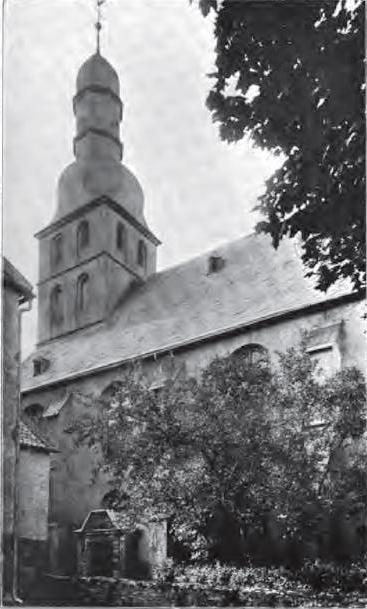
Barocke Klosterkirche (Zustand 1905)

Nach dem Ende des Krieges erholte sich die Gemeinschaft wieder. Unter der Äbtissin Maria Elisabeth von Aldebrunck wurden in der Zeit um 1685 Teile der Klostergebäude neu erbaut. Es entstand eine repräsentative barocke Klosteranlage mit einer Länge von 150 m. Allerdings wurde mit Ausnahme der Klosterpforte auf dekorativen Schmuck fast gänzlich verzichtet. Auch erhielt die Äbtissin 1697 die Erlaubnis zum Bau einer neuen Kirche. Diese wurde im barocken Stil neben der nunmehr evangelischen früheren Klosterkirche erbaut. Bis in die Mitte des 18. Jahrhunderts erlebte das Kloster noch einmal eine Blütezeit. Unter Gertrude von Bischopinck wurde ein Brauhaus neu erbaut, in dem heute das Heimathaus untergebracht ist. Aus ihrer Zeit stammt auch eine erhaltene wertvolle Monstranz.
Im Jahr 1724 lebten 15 Nonnen im Konvent. Es kam zwischen Kloster und Magistrat zu langen Prozessen um die Besetzung der Klosterhöfe mit evangelischen und katholischen Bauern. Während des Siebenjährigen Krieges litt das Kloster erneut an den Kriegsfolgen.

## Säkularisation
Das Kloster wurde nach dem Reichsdeputationshauptschluss nicht unmittelbar säkularisiert. Allerdings inventarisierte ein preußischer Beamter bereits 1804 den Klosterbesitz. Nach der preußischen Niederlage 1806 folgte 1808 von Seiten der Behörden des Großherzogtums Berg ein weiterer Anlauf zur Säkularisation. Das Kloster wurde am 19. November 1809 aufgelöst.
Die Kirche und andere Gebäude gingen in den Besitz der 1807 gegründeten katholischen Pfarrei über. Teile der Gebäude wurden in der Folge abgebrochen. Andere dienten als Krankenhaus, Schule, Lehrerwohnung, und das Haus der Äbtissin ist heute Pfarrhaus.
Das Klosterarchiv befindet sich heute nach verschiedenen Zwischenstationen im Staatsarchiv Münster.